# Françoise Christophe
Françoise Christophe (3. února 1923 Paříž – 8. ledna 2012 Paříž) byla francouzská herečka.

## Život
Po lekcích herectví u René Simona navštěvovala kurz Luciena Nata v Théâtre Montparnasse. V roku 1941 začala studovat na pařížské Conservatoire national supérieur d'art dramatique.
Hrála v několika filmech Decoina (Premier rendez-vous et Mariage d'amour), a roku 1967 získala svou velkou roli ve filmu Fantomas kontra Scontland Yard.
Specializovala se na role aristokratek. V divadle Comédie-Française hrála v kusech Musseta, Giraudouxe, Molièra a Edmonda Rostanda.

## Filmografie
- 1941: Premier rendez-vous, režie Henri Decoin
- 1942: Mariage d’amour, režie Henri Decoin, sekretářka
- 1947: Fantômas, režie Jean Sacha, princezna Danillof
- 1951: Victor, režie Claude Heymann, Françoise Pélicier
- 1952: Nez de cuir, režie Yves Allégret, Judith de Rieusses
- 1957: Walk Into Hell, režie Lee Robinson a Marcello Pagliero, Dr. Louise Dumarcet
- 1958: Les Grandes Familles, režie Denys de La Patellière, Jacqueline Schoudler
- 1960: Le Testament d'Orphée, režie Jean Cocteau, sestra
- 1961: Tři mušketýři, režie Bernard Borderie, Anna Rakouská
- 1962: La Ruée des Vikings
- 1966: Le Roi de cœur, režie Philippe de Broca, vévodkyně
- 1967: Fantomas kontra Scotland Yard, režie André Hunebelle, lady Rushleyová
- 1968: Caroline chérie, režie Denys de La Patellière, madam Chabanne
- 1970: Borsalino, režie Jacques Deray, Simone Escarguel
- 1971: Aussi loin que l'amour, režie Frédéric Rossif, klientka
- 1981: Les Ailes de la colombe, režie Benoît Jacquot, Markova matka
- 1988: Les Pyramides bleues, režie Arielle Dombasle
- 1989: Haute tension - Retour à Malaveil, film TV
- 1992: Les Amies de ma femme, režie Didier Van Cauwelaert, matka Edmée
- 1995: Fiesta, režie Pierre Boutron
- 1996: Le Plus Beau Métier du monde, režie Gérard Lauzier, paní Davantová
- 2001: Charmant garçon, režie Patrick Chesnais, stará paní v parku
- 2006: Tombé du ciel, televizní seriál